# Ganku
Ganku (岸駒), (1749 ou 1756 - 19 janvier 1839) est un peintre japonais de la fin de la période Edo et le fondateur de l'école Kishi de peinture. Il est peut-être mieux connu pour ses peintures de tigres.
Né à Kanazawa avec le nom « Kishi Saeki », Ganku étudie différents styles de peinture dont ceux du peintre chinois Shen Nanpin et de l'école Maruyama avant d'arriver à Kyoto vers 1780. À la fin du XVIIIe siècle, les œuvres de Ganku sont appréciées des clients parmi lesquels la famille impériale ce qui lui vaut une position avec la protection du prince Arisugawa. Au nombre de ses élèves on compte son fils, Gantai (岸岱) (1782–1865), son beau-fils Ganryou (岸良) (1797–1852), son fils adopté Renzan (連山) (1804–59), Yokoyama Kazan (横山華山) (1784–1837), Shirai Kayou (白井華陽) (fl. ca 1840-60) et Kawamura Bumpo (河村文鳳) (1779–1821). Il est nommé gouverneur honoraire d'Echizen (Echizen no kami  (越前守) vers la fin de sa vie.
Ganku meurt à Kyoto le 19 janvier 1839.